# Albańska Superliga Koszykówki
Albańska Superliga Koszykówki – najwyższa w hierarchii klasa męskich ligowych rozgrywek koszykarskich w Albanii, będąca jednocześnie najwyższym szczeblem centralnym (I poziom ligowy). Zmagania w jej ramach toczą się cyklicznie (co sezon), systemem kołowym z fazą play-off na zakończenie każdego z sezonów i przeznaczone są dla najlepszych klubów koszykarskich Albanii. Jej triumfatorzy zostają mistrzami Albanii, natomiast drużyny z najsłabszym bilansem są relegowane do ligi niższej. Czołowe zespoły klasyfikacji końcowej każdego sezonu uzyskują prawo występów w regionalnych pucharach. Ligę założono w 1946.

## Zespoły w sezonie 2023/2024
| Klub              | Lokalizacja | Założony | Barwy | Hala                        | Poj. hali |
| ----------------- | ----------- | -------- | ----- | --------------------------- | --------- |
| Apolonia          | Fier        | 1925     |       | Fier Sports Palace          | 680       |
| Besëlidhja Basket | Lezha       | 2020     |       | Asllan Rusi Sports Palace   | 4000      |
| Flamurtari        | Wlora       | 1924     |       | Flamurtari Sports Palace    | 2040      |
| Kamza             | Kamëz       | 1962     |       | Bathore Sports Hall         | 500       |
| Teuta             | Durrës      | 1925     |       | Ramazan Njala Sports Palace | 1663      |
| Tirana            | Tirana      | 1946     |       | Farie Hoti Sports Palace    | 1200      |

## Finaliści mistrzostw Albanii
| Sezon   | Mistrz     |
| ------- | ---------- |
| 1945-46 | 17 Nëntori |
| 1946-47 | Ylli Kuq   |
| 1947-48 | 17 Nëntori |
| 1948-49 | 17 Nëntori |
| 1949-50 | 17 Nëntori |
| 1950-51 | Partizani  |
| 1951-52 | Partizani  |
| 1952-53 | Partizani  |
| 1953-54 | Partizani  |
| 1954-55 | Teuta      |
| 1955-56 | Partizani  |
| 1956-57 | Tirana     |
| 1957-58 | Partizani  |
| 1958-59 | Partizani  |

| Sezon   | Mistrz     |
| ------- | ---------- |
| 1959-60 | Partizani  |
| 1960-61 | 17 Nëntori |
| 1961-62 | 17 Nëntori |
| 1962-63 | 17 Nëntori |
| 1963-64 | Partizani  |
| 1964-65 | 17 Nëntori |
| 1966-67 | Vllaznia   |
| 1967-68 | Partizani  |
| 1968-69 | Partizani  |
| 1969-70 | Partizani  |
| 1970-71 | 17 Nëntori |
| 1971-72 | Partizani  |
| 1972-73 | Partizani  |
| 1973-74 | Partizani  |

| Sezon   | Mistrz    |
| ------- | --------- |
| 1974-75 | Partizani |
| 1975-76 | Partizani |
| 1976-77 | Partizani |
| 1977-78 | Partizani |
| 1978-79 | Partizani |
| 1979-80 | Partizani |
| 1980-81 | Partizani |
| 1981-82 | Partizani |
| 1982-83 | Partizani |
| 1983-84 | Partizani |
| 1984-85 | Partizani |
| 1985-86 | Partizani |
| 1986-87 | Partizani |
| 1987-88 | Partizani |

| Sezon   | Mistrz             |
| ------- | ------------------ |
| 1988-89 | Partizani          |
| 1989-90 | Vllaznia           |
| 1990-91 | Partizani          |
| 1991-92 | Partizani          |
| 1992-93 | Vllaznia           |
| 1993-94 | BC Adelin Pogradec |
| 1994-95 | Dinamo             |
| 1995-96 | Partizani          |
| 1996-97 | Vllaznia           |
| 1997-98 | Vllaznia           |
| 1998-99 | Tirana             |
| 1999-00 | Vllaznia           |
| 2000-01 | Tirana             |
| 2001-02 | Tirana             |

| Sezon     | Mistrz                                     | Wicemistrz                                 | Wynik                                      |
| --------- | ------------------------------------------ | ------------------------------------------ | ------------------------------------------ |
| 2002-03   | Valbona                                    | Tirana                                     | 3–0                                        |
| 2003-04   | Valbona                                    |                                            |                                            |
| 2004-05   | Valbona                                    | Dinamo                                     | 3–1                                        |
| 2005-06   | Valbona                                    | Vllaznia                                   | 3–0                                        |
| 2006-07   | Valbona                                    | Tirana                                     | 3–2                                        |
| 2007-08   | Tirana                                     |                                            |                                            |
| 2008-09   | Tirana                                     | Studenti                                   | 3-0                                        |
| 2009-10   | Tirana                                     | Studenti                                   | 3–2                                        |
| 2010-11   | Tirana                                     | UAT                                        | 3–0                                        |
| 2011-12   | Tirana                                     | Kamza                                      | 3–0                                        |
| 2012-13   | Kamza                                      | Vllaznia                                   | 3–0                                        |
| 2013-14   | Vllaznia                                   | Tirana                                     | 3–0                                        |
| 2014-15   | Vllaznia                                   | Tirana                                     | 2–0                                        |
| 2015-16   | Vllaznia                                   | Teuta                                      | 3–1                                        |
| 2016-17   | Tirana                                     | Vllaznia                                   | 3–0                                        |
| 2017-18   | Tirana                                     | Teuta                                      | 3–2                                        |
| 2018-19   | Goga                                       | Teuta                                      | 3–2                                        |
| 2019/2020 | Sezon odwołano z powodu pandemii COVID-19. | Sezon odwołano z powodu pandemii COVID-19. | Sezon odwołano z powodu pandemii COVID-19. |
| 2020-21   | Teuta                                      | Goga                                       | 3–1                                        |
| 2021-22   | Teuta                                      | Vllaznia                                   | 3–1                                        |
| 2022-23   | Tirana                                     | BC Besëlidhja                              | 3–2                                        |

## Tytuły mistrzowskie według klubu
| Klub               | M  | W | Zwycięskie lata |
| ------------------ | -- | - | --- |
| Partizani          | 33 |   | 1951, 1952, 1953, 1954, 1956, 1958, 1959, 1960, 1964, 1968, 1969, 1970, 1972, 1973, 1974, 1975, 1976, 1977, 1978, 1979, 1980, 1981, 1982, 1983, 1984, 1985, 1986, 1987, 1988, 1989, 1991, 1992, 1996 |
| Tirana             | 21 | 4 | 1946, 1948, 1949, 1950, 1957, 1961, 1962, 1963, 1965, 1971, 1999, 2001, 2002, 2008, 2009, 2010, 2011, 2012, 2017, 2018, 2023                                                                         |
| Vllaznia           | 9  | 4 | 1967, 1990, 1993, 1997, 1998, 2000, 2014, 2015, 2016 |
| Kamza              | 6  | 1 | 2003, 2004, 2005, 2006, 2007, 2013 |
| Teuta              | 4  | 3 | 1947, 1955, 2021, 2022 |
| Goga               | 1  | 1 | 2019 |
| BC Adelin Pogradec | 1  |   | 1994 |
| Dinamo             | 1  |   | 1995 |